# Manuel Antúnez Ortiz
Manuel Antúnez Ortiz (1 de abril de 1922 - ¿?) fue un futbolista uruguayo que jugó en Liverpool de Uruguay y Rosario Central.

## Trayectoria

### Rosario Central
Llegó al Canalla en 1941 proveniente de Liverpool de su país y jugó allí hasta el año siguiente, en segunda división, dónde se coronó campeón.

## Selección nacional
Fue internacional con la Selección de fútbol de Uruguay. Con la misma disputó dos encuentros en 1940 y 1942 ante Argentina.

### Participaciones en la Selección Uruguaya
| Instancia         | Fecha      | Rival     | Resultado |
| ----------------- | ---------- | --------- | --------- |
| Copa Héctor Gómez | 18-07-1940 | Argentina | 3-0       |
| Amistoso          | 25-08-1942 | Argentina | 2-2       |

## Clubes
| Club            | País      | Año       |
| --------------- | --------- | --------- |
| Liverpool       | Uruguay   | 1940      |
| Rosario Central | Argentina | 1941-1942 |
| Liverpool       | Uruguay   | 1944      |
| Cerro           | Uruguay   | 1945      |

## Palmarés

### Campeonatos nacionales
| Equipo          | País      | Título           | Año  |
| --------------- | --------- | ---------------- | ---- |
| Rosario Central | Argentina | Segunda División | 1942 |

### Campeonatos internacionales
| Equipo             | Título            | Año  |
| ------------------ | ----------------- | ---- |
| Selección Uruguaya | Copa Héctor Gómez | 1940 |